# Pyrénées-Atlantiques
Pyrénées-Atlantiques là một tỉnh của Pháp, thuộc vùng hành chính Nouvelle-Aquitaine, tỉnh lỵ Pau, bao gồm 3 quận với các quận lỵ còn lại là: Bayonne, Oloron-Sainte-Marie.

## Lịch sử
Basses-Pyrénées là một trong 83 tỉnh ban đầu của Pháp được tạo ra trong cuộc Cách mạng Pháp vào ngày 4 tháng 3 năm 1790. Nó được tạo ra từ các phần thuộc tỉnh Guyenne và Gascony cũ, cũng như Béarn-Navarre (vẫn còn, Ít nhất là trên danh nghĩa, Vương quốc Navarre), tức là các tỉnh Basque của Basse-Navarre, Labourd, Bayonne (tách rời vài năm trước từ Labourd), Soule và Béarn.

## Địa lý
Pyrénées-Atlantiques là một phần của vùng Nouvelle-Aquitaine của Tây Nam nước Pháp. Nó được bao bọc bởi các Landes, Hautes-Pyrénées, Gers phòng ban và Vịnh Biscay. Các khu định cư chính bao gồm Pau, Oloron-Sainte-Marie, Orthez, Biarritz, Bayonne, Anglet, Urrugne, Saint-Jean-de-Luz và Hendaye. Lac Gentau nằm ở đây, cũng như Lacs de Carnau.

## Kinh tế
Hai đô thị tập trung ở phía đông và phía tây của khu vực: Pau, có 145.000 cư dân, và 344.000 công nhân ở địa phương; Và Bayonne - Anglet - Biarritz có 166.400 cư dân và 235.000 công nhân ở địa phương

## Văn hóa
Những bộ phận của bộ phận thuộc Guyenne và Gascony, và Béarn có một nền văn hoá bị ảnh hưởng nặng nề bởi Basques, nhưng rõ ràng là các đặc tính khác nhau.
Cả phiên bản Gascon Bearnese và tiếng Basque đều là bản địa cho khu vực trong các huyện của họ. Gascon lần lượt là một phương ngữ của Occitan, trước đây là ngôn ngữ chính của miền Nam nước Pháp. Nó liên quan chặt chẽ hơn đến tiếng Catalan hơn là tiếng Pháp. Basque là một ngôn ngữ cô lập, không liên quan đến bất kỳ ngôn ngữ nào được biết đến. Hôm nay, tiếng Pháp, ngôn ngữ chính thức duy nhất của Cộng hòa Pháp, là ngôn ngữ bản địa chiếm ưu thế và được hầu hết mọi người nói.
Pyrénées-Atlantiques cũng là nơi sinh sống của một số đội thể thao chuyên nghiệp, bao gồm Aviron Bayonnais, Biarritz Olympique, Phần Paloise (bóng bầu dục), Élan Béarnais Pau-Orthez (Bóng rổ) và Pau FC (bóng đá liên đoàn). Pau Grand Prix, cuộc đua ôtô lần đầu tiên được tổ chức vào năm 1901, đã tổ chức Giải đua Xe Du lịch Thế giới, Công thức Anh Ba, Công thức 3 Euro Series và Giải vô địch châu Âu Formula 3 của FIA.